# Parastenaropodites aquilonius

Parastenaropodites aquilonius  (лат.) — ископаемый вид насекомых из семейства Mesorthopteridae (отряд Grylloblattida). Пермский период (Сояна, роудский ярус, около 272,3—268,8 млн лет), Европа, Архангельская область. Длина переднего крыла — 34 мм. Сестринские таксоны: Parastenaropodites stirps, P. circumhumatus, P. exossis, P. fluxa, P. intricatus, P. longiuscula, P. panneus, P. rigidus, P. vyatica. Вид был впервые описан в 2014 году российским палеоэнтомологом Д. С. Аристовым (Палеонтологический институт РАН, Москва) по ископаемым отпечаткам.